# Yungastangara
Yungastangara (Microspingus erythrophrys) är en fågel i familjen tangaror inom ordningen tättingar.

## Utseende
Yungastangaran är en liten finkliknande tangara. I sitt utbredningsområde är den ensam i sitt släkte om att ha ett rödbrunt ögonbrynsstreck. Från cochabambatangaran skiljer den sig genom rostfärgad undersida, mindre storlek och kortare stjärt. Karakteristiskt är även en vit fläck på vingpanelen.

## Utbredning och systematik
Yungastangara förekommer i Anderna och delas in i två underarter med följande utbredning:
- M. e. cochabambae – västra Bolivia (Cochabamba och Chuquisaca)
- M. e. erythrophrys – Bolivia (Tarija) och nordvästra Argentina

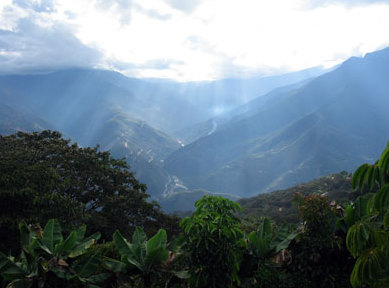
Fågeln är endemisk för växtzonen Yungas på Andernas östsluttning.

### Släktestillhörighet
Tidigare placerades arten i släktet Poospiza, men genetiska studier visar att den liksom några andra Poospiza-arter samt Hemispingus trifasciatus bildar en grupp som står närmare exempelvis Cypsnagra, Donacospiza och Urothraupis. Dessa har därför lyfts ut till ett eget släkte, Microspingus.

### Familjetillhörighet
Liksom andra finkliknande tangaror placerades denna art tidigare i familjen Emberizidae. Genetiska studier visar dock att den är en del av tangarorna.

## Status och hot
Arten har ett stort utbredningsområde, men tros minska i antal, dock inte tillräckligt kraftigt för att den ska betraktas som hotad. Internationella naturvårdsunionen IUCN listar arten som livskraftig (LC).

## Namn
Yungas är en övergångszon mellan höglandet och låglandsskogarna vid den östra foten av Anderna, huvudsakligen i Bolivia.